# Seznam dílů seriálu Stíny nad Stockholmem
Toto je seznam dílů seriálu Stíny nad Stockholmem.

## Přehled řad
| Řada | Díly | Premiéra v Švédsku | Premiéra v Švédsku | Premiéra v ČR      | Premiéra v ČR     |
| Řada | Díly | První díl          | Poslední díl       | První díl          | Poslední díl      |
| ---- | ---- | ------------------ | ------------------ | ------------------ | ----------------- |
| 1    | 8    | 27. června 1997    | 31. října 1998     | nebylo vysíláno    | nebylo vysíláno   |
| 2    | 8    | 27. června 2001    | 4. ledna 2002      | vysíláno           | nebylo vysíláno   |
| 3    | 8    | 28. června 2006    | 10. října 2007     | nebylo vysíláno    | nebylo vysíláno   |
| 4    | 2    | 26. srpna 2009     | 21. června 2010    | 1. září 2018       | 8. září 2018      |
| 5    | 8    | 1. ledna 2015      | 1. dubna 2016      | 15. září 2018      | 3. listopadu 2018 |
| 6    | 4    | 1. ledna 2018      | 7. dubna 2018      | 10. listopadu 2018 | 1. prosince 2018  |
| 7    | 4    | 6. listopadu 2020  | 5. února 2021      | bude oznámeno      | bude oznámeno     |
| 8    | 4    | 25. prosince 2021  | 18. března 2022    | bude oznámeno      | bude oznámeno     |

## Seznam dílů

### První řada (1997–1998)
| Č. v seriálu | Č. v řadě | Původní název       | Režie          | Scénář        | Premiéra v Švédsku |
| ------------ | --------- | ------------------- | -------------- | ------------- | ------------------ |
| 1            | 1         | Lockpojken          | Pelle Seth     | Rolf Börjlind | 27. června 1997    |
| 2            | 2         | Mannen med ikonerna | Pelle Seth     | Rolf Börjlind | 17. prosince 1997  |
| 3            | 3         | Vita nätter         | Kjell Sundvall | Rolf Börjlind | 27. února 1998     |
| 4            | 4         | Öga för öga         | Kjell Sundvall | Rolf Börjlind | 27. března 1998    |
| 5            | 5         | Pensionat Pärlan    | Kjell Sundvall | Rolf Börjlind | 8. dubna 1998      |
| 6            | 6         | Monstret            | Harald Hamrell | Rolf Börjlind | 20. května 1998    |
| 7            | 7         | The Money Man       | Harald Hamrell | Rolf Börjlind | 3. června 1998     |
| 8            | 8         | Spår i mörker       | Morten Arnfred | Rolf Börjlind | 31. října 1998     |

### Druhá řada (2001–2002)
| Č. v seriálu | Č. v řadě | Původní název       | Český název | Režie                | Scénář                         | Premiéra v Švédsku | Premiéra v ČR   |
| ------------ | --------- | ------------------- | ----------- | -------------------- | ------------------------------ | ------------------ | --------------- |
| 9            | 1         | Hämndens pris       |             | Kjell Sundvall       | Rolf Börjlind a Cilla Börjlind | 27. června 2001    | vysíláno        |
| 10           | 2         | Mannen utan ansikte | —           | Harald Hamrell       | Rolf Börjlind a Cilla Börjlind | 7. listopadu 2001  | nebylo vysíláno |
| 11           | 3         | Kartellen           | —           | Kjell Sundvall       | Rolf Börjlind a Cilla Börjlind | 12. prosince 2001  | nebylo vysíláno |
| 12           | 4         | Enslingen           | —           | Kjell Sundvall       | Rolf Börjlind a Cilla Börjlind | 2002               | nebylo vysíláno |
| 13           | 5         | Okänd avsändare     | —           | Harald Hamrell       | Rolf Börjlind a Cilla Börjlind | 2002               | nebylo vysíláno |
| 14           | 6         | Annonsmannen        | —           | Daniel Lind Lagerlöf | Rolf Börjlind a Cilla Börjlind | 2002               | nebylo vysíláno |
| 15           | 7         | Pojken i glaskulan  | —           | Daniel Lind Lagerlöf | Rolf Börjlind a Cilla Börjlind | 2002               | nebylo vysíláno |
| 16           | 8         | Sista vittnet       | —           | Harald Hamrell       | Rolf Börjlind a Cilla Börjlind | 4. ledna 2002      | nebylo vysíláno |

### Třetí řada (2006–2007)
| Č. v seriálu | Č. v řadě | Původní název                | Režie          | Scénář                         | Premiéra v Švédsku |
| ------------ | --------- | ---------------------------- | -------------- | ------------------------------ | ------------------ |
| 17           | 1         | Skarpt läge                  | Harald Hamrell | Rolf Börjlind a Cilla Börjlind | 28. června 2006    |
| 18           | 2         | Flickan i jordkällaren       | Harald Hamrell | Rolf Börjlind a Cilla Börjlind | 2006               |
| 19           | 3         | Gamen                        | Kjell Sundvall | Rolf Börjlind a Cilla Börjlind | 17. ledna 2007     |
| 20           | 4         | Advokaten                    | Kjell Sundvall | Rolf Börjlind a Cilla Börjlind | 2007               |
| 21           | 5         | Den japanska shungamålningen | Kjell Sundvall | Rolf Börjlind a Cilla Börjlind | 2007               |
| 22           | 6         | Den svaga länken             | Harald Hamrell | Rolf Börjlind a Cilla Börjlind | 23. března 2007    |
| 23           | 7         | Det tysta skriket            | Harald Hamrell | Rolf Börjlind a Cilla Börjlind | 2007               |
| 24           | 8         | I Guds namn                  | Kjell Sundvall | Rolf Börjlind a Cilla Börjlind | 2007               |

### Čtvrtá řada (2009–2010)
| Č. v seriálu | Č. v řadě | Původní název   | Český název          | Režie          | Scénář                         | Premiéra v Švédsku | Premiéra v ČR |
| ------------ | --------- | --------------- | -------------------- | -------------- | ------------------------------ | ------------------ | ------------- |
| 25           | 1         | I stormens öga  | V oku bouře          | Harald Hamrell | Rolf Börjlind a Cilla Börjlind | 26. srpna 2009     | 1. září 2018  |
| 26           | 2         | Levande begravd | Žena v dřevěné rakvi | Harald Hamrell | Rolf Börjlind a Cilla Börjlind | 21. června 2010    | 8. září 2018  |

### Pátá řada (2015)
| Č. v seriálu | Č. v řadě | Původní název | Český název           | Režie            | Scénář            | Premiéra v Švédsku | Premiéra v ČR     |
| ------------ | --------- | ------------- | --------------------- | ---------------- | ----------------- | ------------------ | ----------------- |
| 27           | 1         | Rum 302       | Pokoj 302             | Mårten Klingberg | Mikael Syrén      | 1. ledna 2015      | 15. září 2018     |
| 28           | 2         | Familjen      | Rodinná záležitost    | Mårten Klingberg | Mårten Klingberg  | 10. ledna 2015     | 22. září 2018     |
| 29           | 3         | Invasionen    | Smrt v lese           | Stephan Apelgren | Daniel Karlsson   | 21. března 2015    | 29. září 2018     |
| 30           | 4         | Sjukhusmorden | Vražda v nemocnici    | Stephan Apelgren | Antonia Pyk       | 28. března 2015    | 6. října 2018     |
| 31           | 5         | Gunvald       | Smrt novináře         | Mårten Klingberg | Mikael Syrén      | 1. ledna 2016      | 13. října 2018    |
| 32           | 6         | Steinar       | Smrt v ohni           | Mårten Klingberg | Josefin Johansson | 6. února 2016      | 20. října 2018    |
| 33           | 7         | Vid vägs ände | Vraždy na konci ulice | Jörgen Bergmark  | Stefan Thunberg   | 4. března 2016     | 27. října 2018    |
| 34           | 8         | Sista dagen   | Osudný den            | Jörgen Bergmark  | Antonia Pyk       | 1. dubna 2016      | 3. listopadu 2018 |

### Šestá řada (2018)
| Č. v seriálu | Č. v řadě | Původní název     | Český název      | Režie            | Scénář           | Premiéra v Švédsku | Premiéra v ČR      |
| ------------ | --------- | ----------------- | ---------------- | ---------------- | ---------------- | ------------------ | ------------------ |
| 35           | 1         | Ditt eget blod    | Zmizelá          | Mårten Klingberg | Mårten Klingberg | 1. ledna 2018      | 10. listopadu 2018 |
| 36           | 2         | Den tunna isen    | Na tenkém ledě   | Mårten Klingberg | Katarina Ewers   | 3. února 2018      | 17. listopadu 2018 |
| 37           | 3         | Utan uppsåt       | Neúmyslná vražda | Jörgen Bergmark  | Wilhelm Behrman  | 3. března 2018     | 24. listopadu 2018 |
| 38           | 4         | Djävulens advokat | Ďáblův advokát   | Jörgen Bergmark  | Johan Bogaeus    | 7. dubna 2018      | 1. prosince 2018   |

### Sedmá řada (2020–2021)
| Č. v seriálu | Č. v řadě | Původní název       | Český název   | Režie         | Scénář          | Premiéra v Švédsku | Premiéra v ČR |
| ------------ | --------- | ------------------- | ------------- | ------------- | --------------- | ------------------ | ------------- |
| 39           | 1         | Undercover          | bude oznámeno | Pontus Klänge | Johan Bogaeus   | 6. listopadu 2020  | bude oznámeno |
| 40           | 2         | Utom rimligt tvivel | bude oznámeno | Pontus Klänge | Veronica Zacco  | 4. prosince 2020   | bude oznámeno |
| 41           | 3         | Döden i Samarra     | bude oznámeno | Lisa Ohlin    | Fredrik Agetoft | 1. ledna 2021      | bude oznámeno |
| 42           | 4         | Den förlorade sonen | bude oznámeno | Lisa Ohlin    | Stefan Thunberg | 5. února 2021      | bude oznámeno |

### Osmá řada (2021–2022)
| Č. v seriálu | Č. v řadě | Původní název        | Český název   | Režie         | Scénář          | Premiéra v Švédsku | Premiéra v ČR |
| ------------ | --------- | -------------------- | ------------- | ------------- | --------------- | ------------------ | ------------- |
| 43           | 1         | Ett nytt liv         | bude oznámeno | Pontus Klänge | Peter Arrhenius | 25. prosince 2021  | bude oznámeno |
| 44           | 2         | Rage Room            | bude oznámeno | Pontus Klänge | bude oznámeno   | 21. ledna 2022     | bude oznámeno |
| 45           | 3         | 58 minuter           | bude oznámeno | Lisa Ohlin    | bude oznámeno   | 18. února 2022     | bude oznámeno |
| 46           | 4         | Den gråtande polisen | bude oznámeno | Lisa Ohlin    | bude oznámeno   | 18. března 2022    | bude oznámeno |